# 波瓦桑 (亞速爾群島)

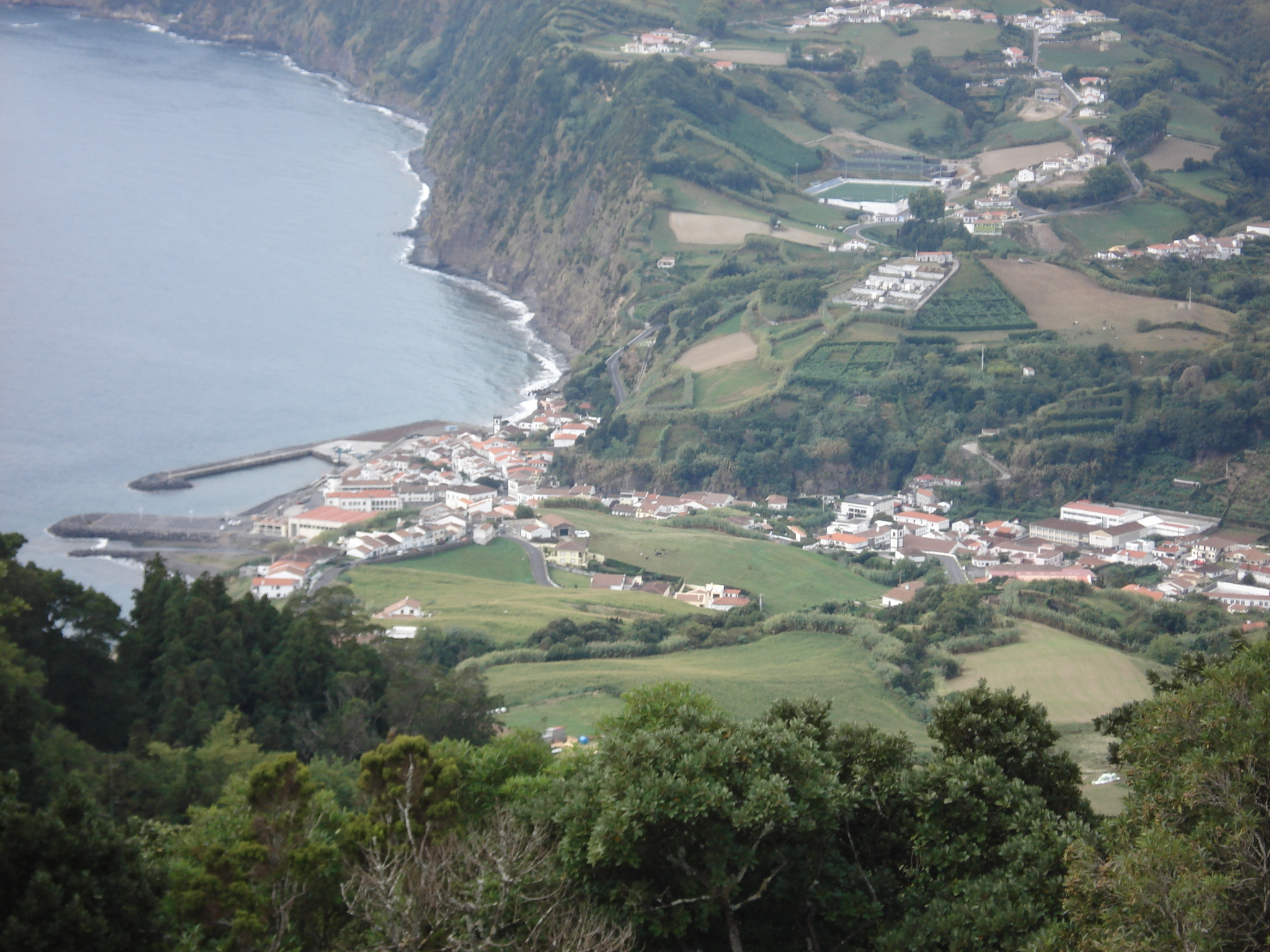

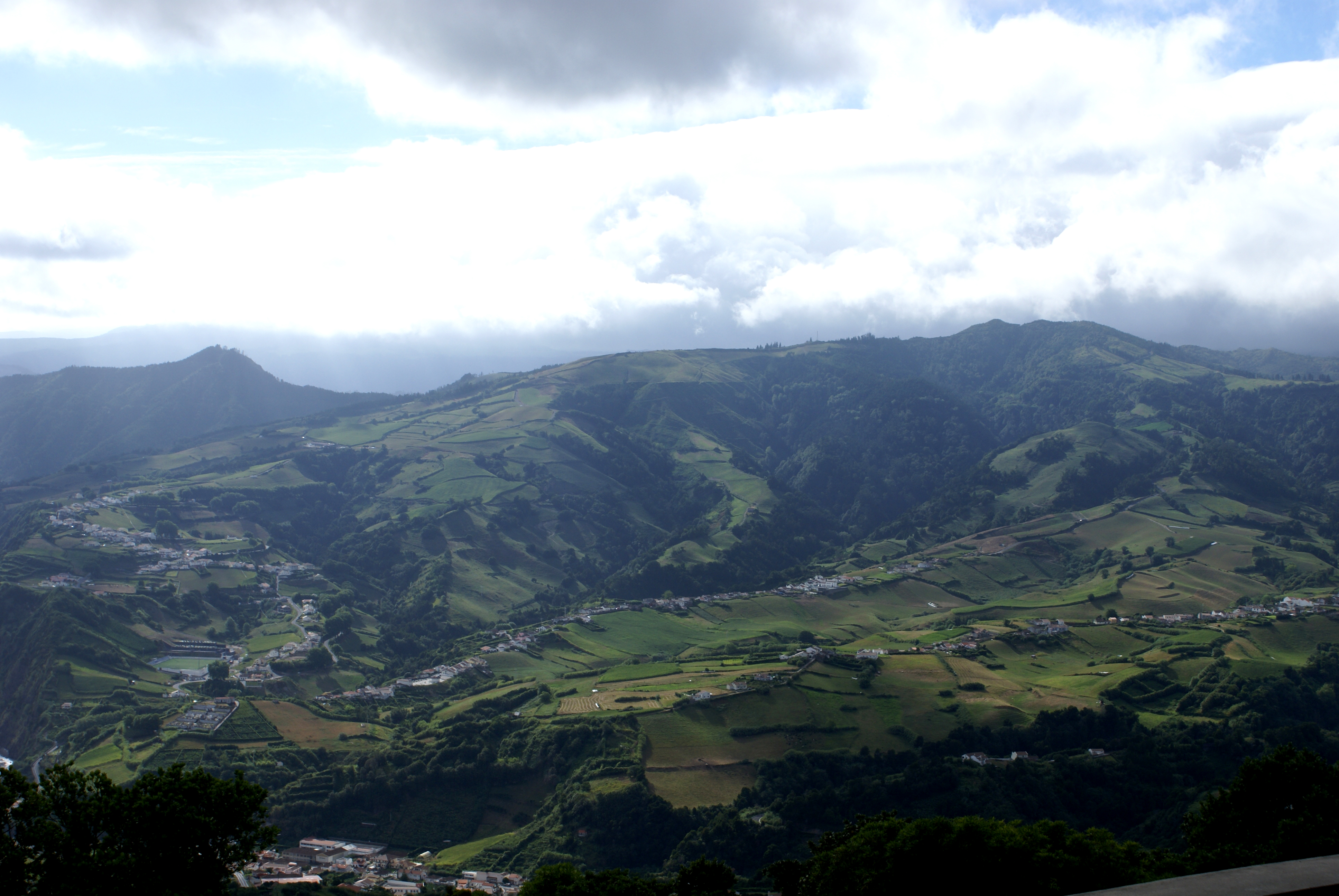

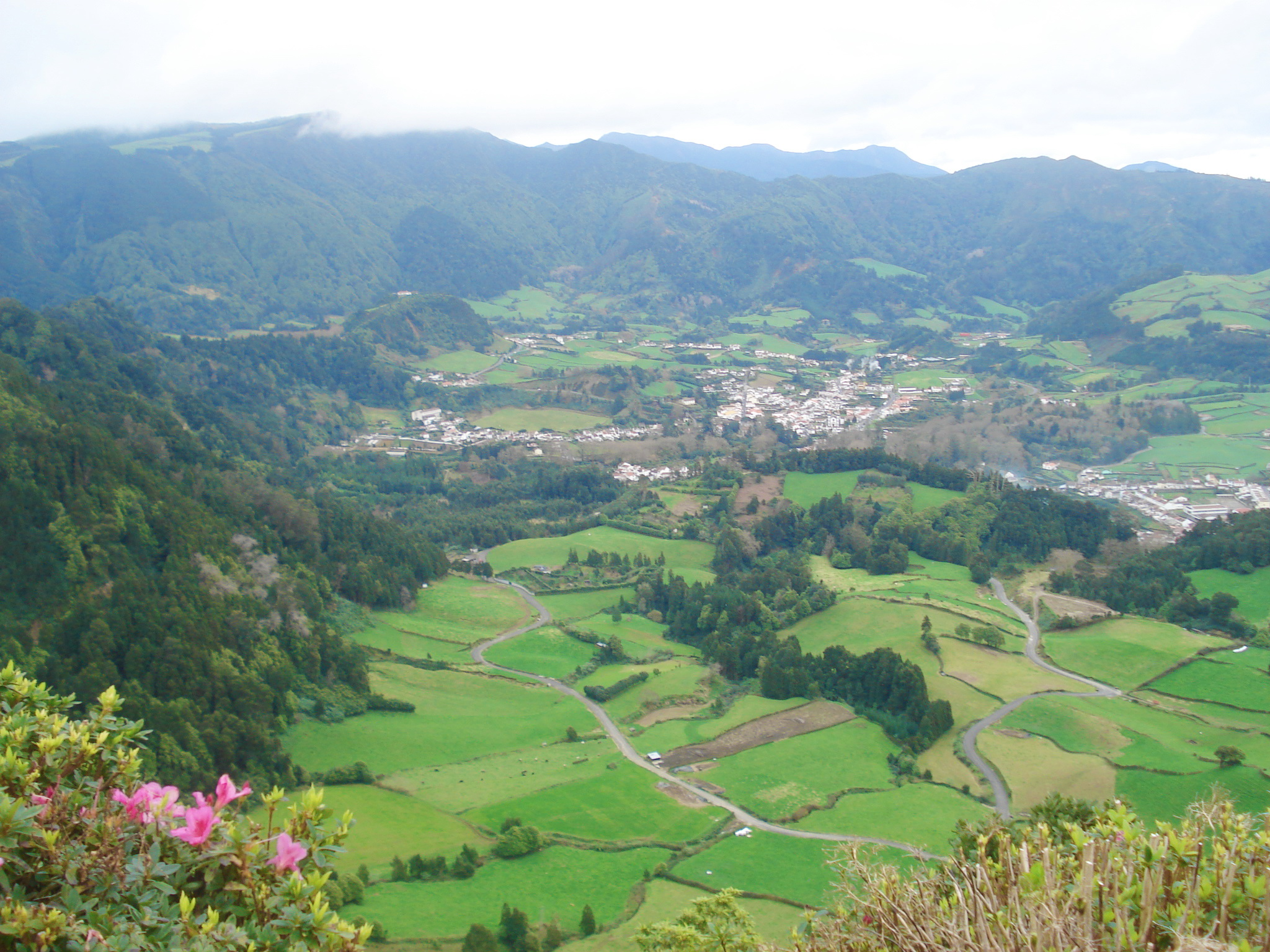

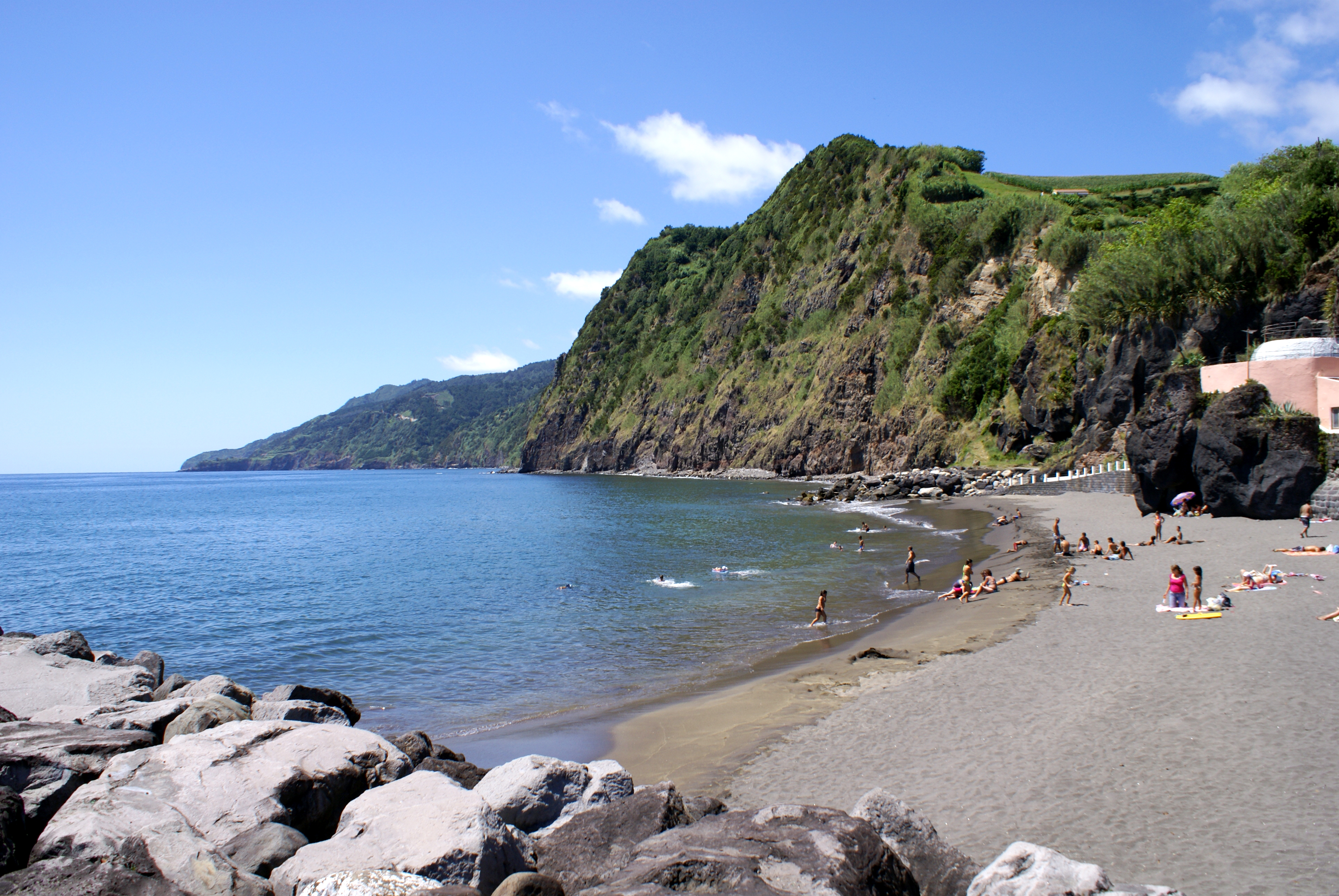

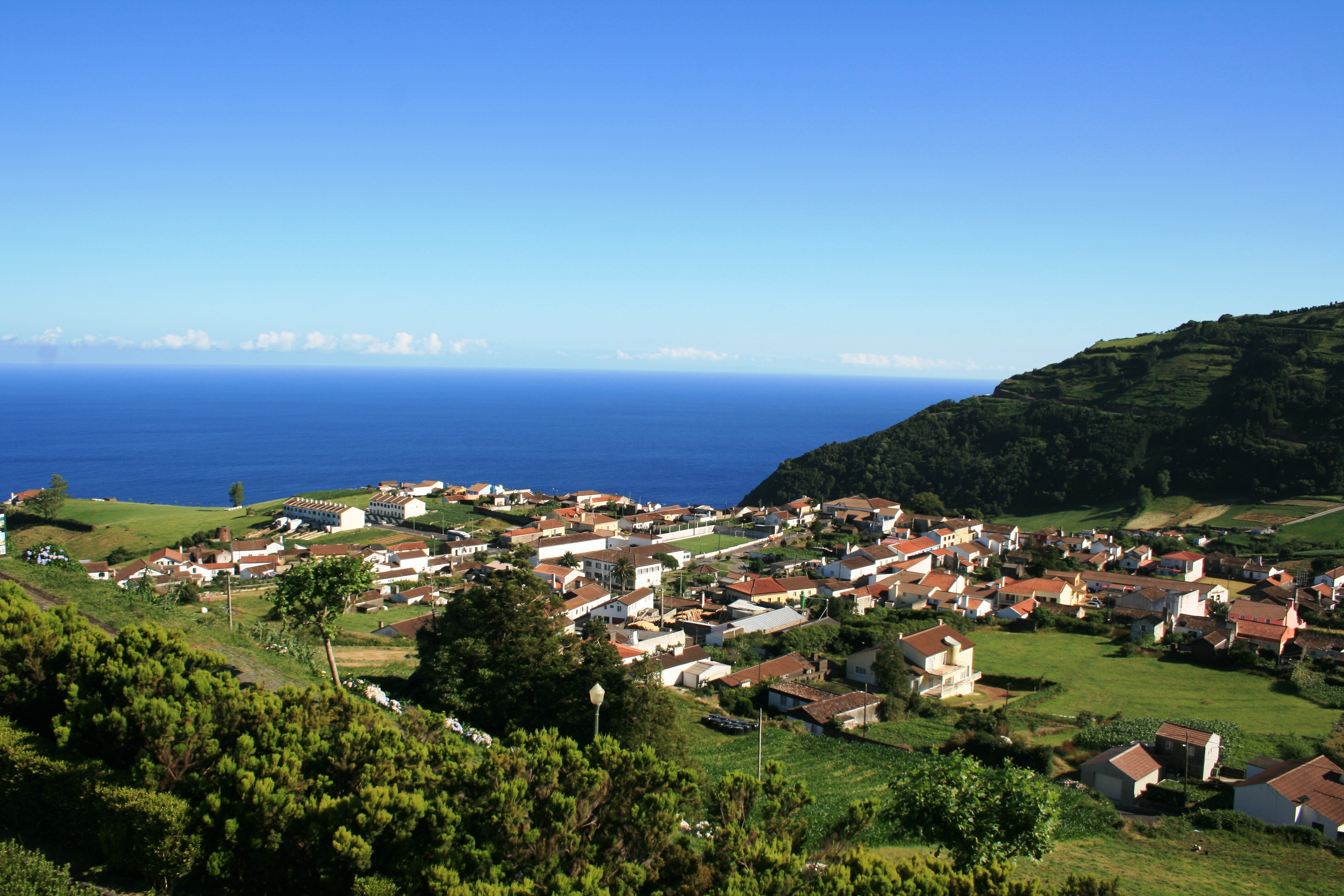

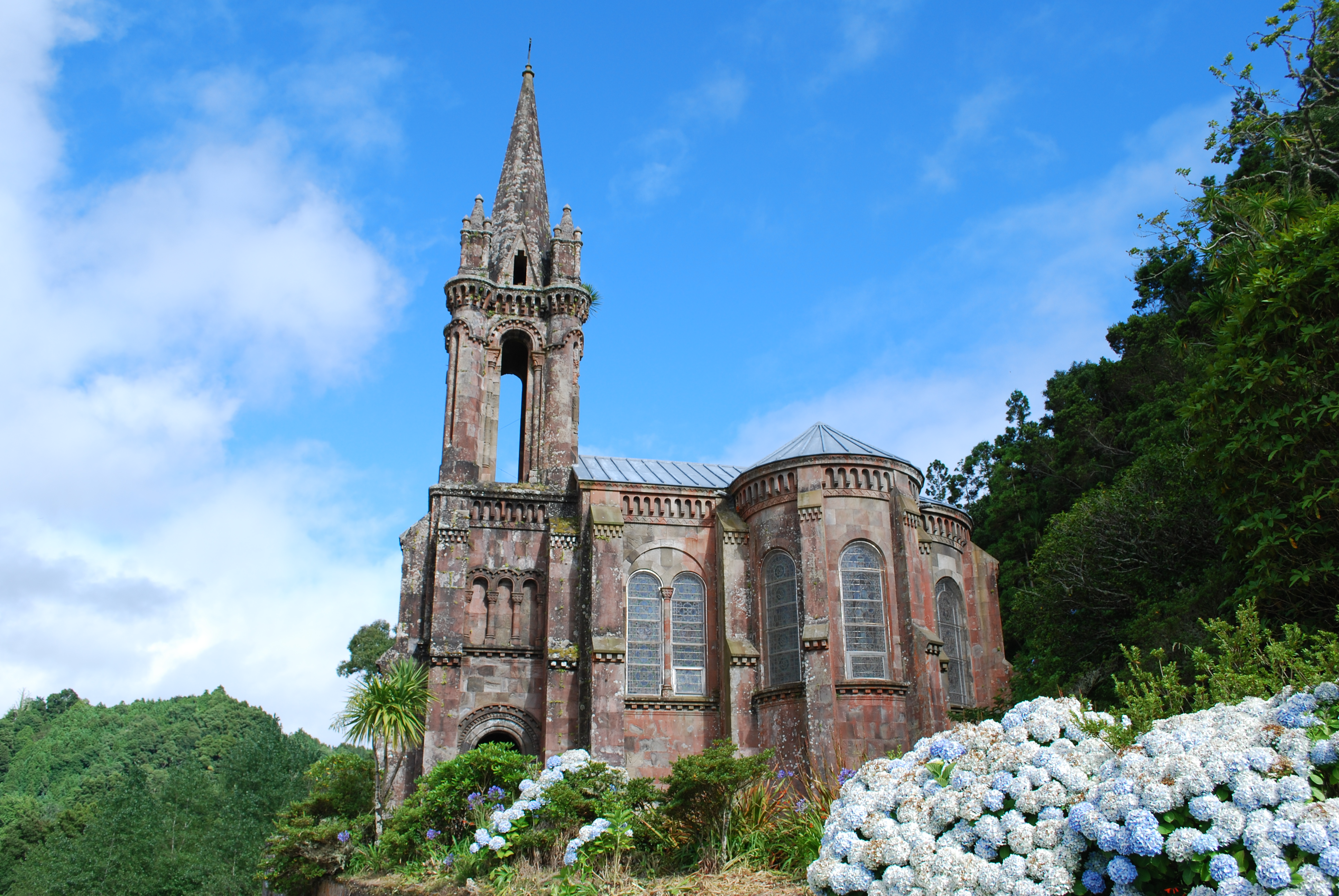

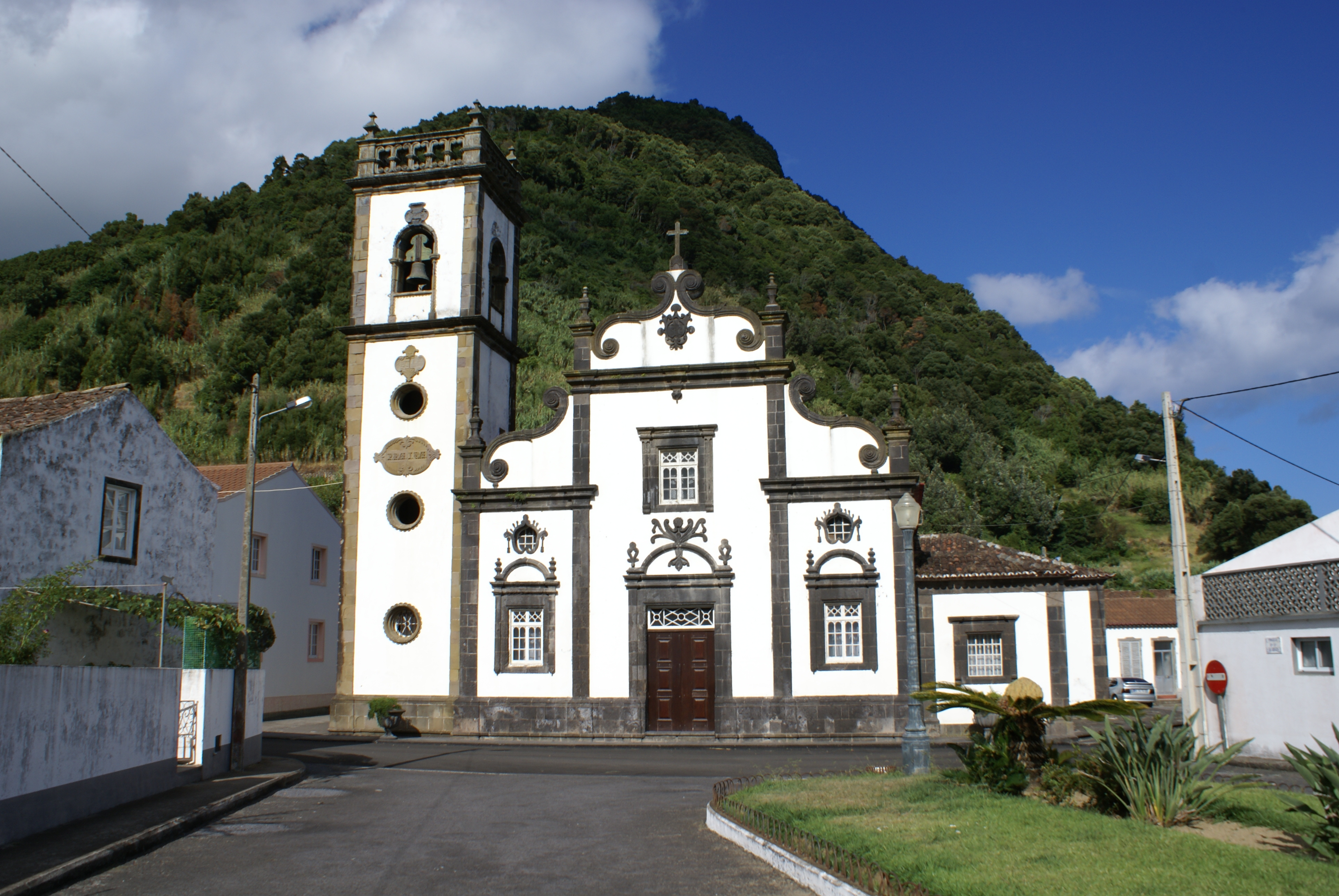

37°46′43″N 25°16′45″W / 37.77861°N 25.27917°W
波瓦桑（葡萄牙語：Povoação，葡萄牙語發音：[puvu.ɐˈsɐ̃w] ⓘ）是葡萄牙的市镇，位於亞速爾群島的聖米格爾島，始建於1839年，面積106.41平方公里，海拔高度580米，2011年人口6,327，人口密度每平方公里59.46人。